# Kościół Nawrócenia św. Pawła Apostoła w Skórcu
Kościół Nawrócenia świętego Pawła Apostoła – rzymskokatolicki kościół parafialny należący do dekanatu Domanice diecezji siedleckiej. Przy świątyni znajduje się klasztor Marianów.
Obecna murowana świątynia została zbudowana w 1794 roku przez kasztelana liwskiego Krzysztofa Cieszkowskiego. Według tradycji w podziękowaniu za uzdrowienie z choroby oczu, jakiego doznał przed cudownym krzyżem. Świątynia wzniesiona w stylu barokowo-klasycystycznym została mianowana parafialną w 1798 roku, kiedy to została erygowana samodzielna parafia. Konsekrowana została w 1818 roku. Do momentu rozpoczęcia w 2012 roku prac przy rozbudowie, kościół posiadał charakterystyczną smukłą fasadę. Jego wyposażenie pochodzi głównie z XVIII wieku. Obrazy w świątyni zostały namalowane w tym samym wieku przez Jana Niezabitowskiego. Jedynie barokowy krucyfiks umieszczony w ołtarzu głównym powstał zapewne w XIX wieku. W kościele można również zobaczyć epitafia zmarłych z rodziny Cieszkowskich, krewnych fundatora.
30 listopada 2014 roku dekretem biskupa Kazimierza Gurdy, kościół został podniesiony do rangi Diecezjalnego Sanktuarium Krzyża Świętego.